# عبيلم (المهرة)

تعديل مصدري - تعديل

عبيلم هي إحدى قرى مديرية منعر التابعة لمحافظة المهرة، بلغ تعداد سكانها 399 نسمة حسب تعداد اليمن لعام 2004.